# Elastasa pancreática
La elastasa pancreática es una forma de elastasa que se produce en las células acinares del páncreas, inicialmente producida como un zimógeno inactivo y luego activada en el duodeno por la tripsina. Las elastasas forman una subfamilia de proteasas de serina, caracterizadas por una estructura distintiva que consta de dos dominios de barril beta que convergen en el lugar activo que hidrolizan amidas y ésteres entre muchas proteínas además de elastina, un tipo de tejido conectivo que mantiene los órganos unidos. La elastasa pancreática 1 es una serina endopeptidasa, un tipo específico de proteasa que tiene el aminoácido serina en su sitio activo. Aunque el nombre recomendado es elastasa pancreática, también puede denominarse elastasa-1, pancreatopeptidasa, PE o serina elastasa.
Inicialmente se pensaba que la primera isoenzima, la elastasa pancreática 1, se sintetizaba en el páncreas. Sin embargo, se descubrió más tarde que era la única elastasa similar a la quimotripsina que no se sintetizaba en el páncreas. De hecho, la elastasa pancreática se sintetiza en las capas basales de la epidermis (a nivel de proteínas).Por lo tanto, la elastasa pancreática 1 ha sido rebautizada como elastasa 1 (ELA1) o familia de elastasa similar a la quimotripsina, miembro 1 (CELA1).Durante un tiempo, se pensó que ELA1/CELA1 no se transcribía en una proteína. Sin embargo, más tarde se descubrió que se sintetizaba en los queratinocitos de la piel. La literatura clínica que describe la actividad de la elastasa 1 humana en el páncreas o la materia fecal en realidad se refiere a la familia de elastasa similar a la quimotripsina, miembro 3B (CELA3B).

## Estructura
La elastasa pancreática es una proteína globular compacta con un núcleo hidrofóbico. Esta enzima está formada por tres subunidades.Cada unidad se une a un ion de calcio (cofactor).Hay tres sitios importantes de unión a metales en los aminoácidos 77, 82, 87. La tríada catalítica, ubicada en el sitio activo, está formada por tres residuos de aminoácidos unidos por enlaces de hidrógeno (H71, D119, S214) y juega un papel esencial en la capacidad de escisión de todas las proteasas. Está compuesto por una sola cadena peptídica de 240 aminoácidos y contiene 4 puentes disulfuro. Tiene un alto grado de identidad de secuencia con las elastasas pancreáticas que corresponden a otras especies, como la de la rata, con la que comparte el 86% de su secuencia. Su actividad enzimática es el resultado de la conformación tridimensional específica que adopta su cadena polipeptídica única, y por lo tanto, la actividad se pierde por desnaturalización y/o cambios conformacionales.

## Inhibidores
Elafin, el inhibidor de la elastasa derivado de la piel, ha demostrado ser un inhibidor potente y específico tanto del homólogo porcino de ELA1 como de la elastasa leucocitaria humana in vitro. La elafina se expresa en los queratinocitos epidérmicos en condiciones hiperproliferativas como la psoriasis y la cicatrización de heridas.También se ha informado que está presente en muchos otros epitelios adultos que están expuestos a estímulos ambientales: lengua, placa, amígdalas linguales, encía, faringe, epiglotis, cuerda vocal, esófago, cuello uterino, vagina y folículos pilosos. En todos estos tejidos, la presencia de células inflamatorias es fisiológica y se cree que la expresión de elafina protege contra las proteasas leucocitarias, lo que ayuda a mantener la integridad epitelial.
La elafina por el contrario nunca se ha encontrado en la capa basal en ningún tipo de tejido epitelial. De hecho, la elafina está virtualmente ausente en la epidermis humana normal. No obstante, se ha informado que el otro inhibidor de elastasa conocido, SLPI, se expresa en los queratinocitos basales, lo que sugiere que este puede ser el principal inhibidor de elastasa en la epidermis normal.
La alfa 1-antitripsina y la alfa-2-macroglobulina son inhibidores de la proteasa sérica humana que inhiben completamente la actividad proteolítica general de la elastasa pancreática 1 y 2.Se ha observado que una proteasa debe estar activa para unirse a estos dos inhibidores. Los estudios demostraron que la actividad de la elastasa 2 mejoró en NaCl 25-250 mM. La actividad de la elastasa 2 en NaCl se acercó aproximadamente al doble de la actividad sin NaCl.
La elastasa 1 se inhibe ligeramente por encima de NaCl 150 mM

## Clinical significance
Se sospechó que las mutaciones del gen CELA1 estaban asociadas con queratodermia palmoplantar no epidermolítica difusa (NEPPK difusa). Pero, la variante de secuencia sospechosa era completamente funcional y no se asoció fuertemente con la enfermedad. Más recientemente, una mutación específica en el gen KRT6C se ha relacionado con algunos casos de NEPPK difusa. Se encontró un posible polimorfismo del gen CELA1 que codifica esta proteína.
A nivel de estructura secundaria, este polimorfismo se manifiesta en una escisión de una secuencia corta de CELA1. La secuencia desaparecida lleva los residuos de aminoácidos clave Val-227 y Thr-239, que contribuyen a la especificidad de sustrato de la elastasa I (resaltados en la Figura 3), así como cinco de los ocho aminoácidos involucrados en el contacto primario de la elafina (inhibdor)/formación del complejo elastasa.  Estas observaciones implican que la variante de secuencia podría modificar la especificidad de sustrato de la enzima y suprimir la capacidad de unión del inhibidor. Aunque no hubo anomalías epidérmicas patogénicas obvias asociadas con la variante truncada de ELA1, es posible que los portadores del polimorfismo puedan tener un mayor riesgo de desarrollar enfermedades cutáneas comunes como la psoriasis y el eccema (se requerirán estudios genéticos e histológicos para investigar la papel de ELA1 en estos trastornos epidérmicos comunes).

## Biosíntesis
La elastasa pancreática se forma por la activación de la proelastasa del páncreas de los mamíferos por la tripsina. Después del procesamiento a proelastasa, se almacena en los gránulos de zimógeno y luego se activa a elastasa en el duodeno por la escisión tríptica de un enlace peptídico en la forma inactiva de la molécula precursora. Este proceso da como resultado la eliminación de un péptido de activación del N-terminal, que permite que la enzima adopte su conformación nativa.

## Isoenzimas
Los seres humanos tienen cinco genes de elastasa similares a la quimotripsina que codifican proteínas estructuralmente similares:

## Modificaciones postraduccionales
Glicosilación en Asn79 y Asn233.

## Gen
El gen que codifica para la elastasa 1 pancreática es CELA1 (sinónimo: ELA1)
La elastasa 1 pancreática está codificada por un solo locus genético en el cromosoma 12.Los estudios sobre la elastasa pancreática humana 1 han demostrado que esta proteasa de serina se mapea en la región cromosómica 12q13 y está cerca de un locus para una enfermedad de la piel autosómica dominante, la queratodermia palmoplantar no epidermolítica difusa.

## Reacciones
La hidrólisis que provocan las elastasas ocurre en varios pasos, comenzando con la formación de un complejo entre la elastasa y su sustrato, con el carbono carbonilo posicionado cerca de la serina nucleofílica, seguido por un ataque nucleofílico que forma un intermediario acil-enzima (un par de los electrones del doble enlace del carbonilo se mueven al oxígeno) mientras se libera el primer producto. Luego, el intermediario se hidroliza en un paso de desacilación, lo que regenera la enzima activa y da como resultado la liberación del segundo producto (el carbono del carbonilo deficiente en electrones vuelve a formar el doble enlace con el oxígeno y se libera el extremo C del péptido. Escinde preferentemente enlaces peptídicos en el extremo carbonilo de residuos de aminoácidos con pequeñas cadenas laterales hidrofóbicas como glicina, valina, leucina, isoleucina y alanina. La amplia especificidad de las elastasas para las cadenas laterales sin carga no aromáticas puede explicar su capacidad para descomponer la elastina nativa.

## Uso en pruebas diagnósticas
La elastasa pancreática humana 1 (E1) permanece sin degradar durante el tránsito intestinal. Por lo tanto, su concentración en las heces refleja la función pancreática exocrina. Durante una inflamación del páncreas, E1 se libera en el torrente sanguíneo. Así, la cuantificación de elastasa pancreática 1 en suero permite el diagnóstico o la exclusión de pancreatitis aguda. Principales indicaciones:
Diagnóstico/exclusión de insuficiencia pancreática exocrina causada por ejemplo la pancreatitis crónica, fibrosis quística, diabetes mellitus, colelitiasis (cálculos biliares), «falta de crecimiento», cáncer de páncreas, estenosis papilar
Monitoreo de pacientes con insuficiencia pancreática leve o moderada
Diagnóstico/exclusión de afectación pancreática en asociación con síntomas gastrointestinales, dolor abdominal u osteoporosis, por ejemplo. Método de detección:
ELISA en sándwich con dos anticuerpos monoclonales altamente específicos para la elastasa pancreática humana 1
El kit ELISA se basa en una placa de microtitulación (formato de 96 pocillos) con 12 tiras individuales rompibles x 8 pocillos adecuadas para hasta 42 muestras por duplicado.
Concentración de referencia para interpretar los resultados de elastasa pancreática:
Para adultos y niños tras el primer mes de vida
Valores > 200 μg elastasa/g heces indican función pancreática exocrina normal
Valores de 100-200 μg elastasa/en heces sugieren insuficiencia pancreática de leve a moderada
Valores < 100 μg elastasa/g heces indican insuficiencia pancreática exocrina.